# Celestial Lineage
Celestial Lineage es el cuarto álbum de estudio de larga duración de la banda estadounidense de black metal Wolves in the Throne Room. Fue lanzado a través del sello Southern Lord Records el 13 de septiembre de 2011.
El 9 de agosto de 2011, la canción «Woodland Cathedral» fue publicada para su reproducción en línea en la emisora National Public Radio.

## Producción
Celestial Lineage fue el último álbum grabado en el Aleph Studio de Randall Dunn.

## Pistas
| N.º | Título                               | Duración |  |
| 1.  | «Thuja Magus Imperium»               | 11:42    |  |
| 2.  | «Permanent Changes in Consciousness» | 1:55     |  |
| 3.  | «Subterranean Initiation»            | 7:10     |  |
| 4.  | «Rainbow Illness»                    | 1:28     |  |
| 5.  | «Woodland Cathedral»                 | 5:26     |  |
| 6.  | «Astral Blood»                       | 10:16    |  |
| 7.  | «Prayer of Transformation»           | 10:58    |  |

## Personal
Fuente: créditos de AllMusic.

### Wolves in the Throne Room
- Nathan Weaver: voz, guitarra, sintetizador, grabaciones de campo.
- Aaron Weaver: batería, guitarra, percusión, grabaciones de campo.
- Jessika Kenney: voz cantada, coro, órgano; compositora, letrista; arreglista, arreglos vocales.

## Recepción crítica
El crítico musical Brandon Stosuy describió Celestial Lineage como “el disco definitorio e idiosincrático del black metal estadounidense en 2011”.